# GALP
GALP (англ. Galanin like peptide) – білок, який кодується однойменним геном, розташованим у людей на довгому плечі 19-ї хромосоми. Довжина поліпептидного ланцюга білка становить 116 амінокислот, а молекулярна маса — 12 545.
| 10         |  | 20         |  | 30         |  | 40         |  | 50         |
| ---------- |  | ---------- |  | ---------- |  | ---------- |  | ---------- |
| MAPPSVPLVL |  | LLVLLLSLAE |  | TPASAPAHRG |  | RGGWTLNSAG |  | YLLGPVLHLP |
| QMGDQDGKRE |  | TALEILDLWK |  | AIDGLPYSHP |  | PQPSKRNVME |  | TFAKPEIGDL |
| GMLSMKIPKE |  | EDVLKS     |  |            |  |            |  |            |

A: Аланін

D: Аспарагінова кислота

E: Глутамінова кислота

F: Фенілаланін

G: Гліцин

H: Гістидин

I: Ізолейцин

K: Лізин

L: Лейцин

M: Метіонін

N: Аспарагін

P: Пролін

Q: Глутамін

R: Аргінін

S: Серин

T: Треонін

V: Валін

W: Триптофан

Кодований геном білок за функціями належить до гормонів, антибіотиків, антимікробних білків. 
Задіяний у такому біологічному процесі, як альтернативний сплайсинг. 
Секретований назовні.